# Vallées de la Grande et de la Petite Leyre
Vallées de la Grande et de la Petite Leyre este o arie protejată (sit de importanță comunitară — SCI) din Franța întinsă pe o suprafață de 5.686 ha, din care 1 % marine.

## Localizare
Centrul sitului Vallées de la Grande et de la Petite Leyre este situat la coordonatele 44°26′05″N 0°46′31″W / 44.43472°N 0.77528°V.

## Înființare
Situl Vallées de la Grande et de la Petite Leyre a fost declarat arie specială de conservare în baza directivei 92/43 din 1992 referitoare la conservarea habitatelor naturale și a faunei și florei sălbatice pentru a proteja 1 specie de plante și 7 specii de animale.

## Biodiversitate
Situată în ecoregiunea atlantică, aria protejată conține 10 habitate naturale: Lacuri eutrofice naturale cu vegetație de tip Magnopotamion sau Hydrocharition, Păduri aluvionare cu Alnus glutinosa și Fraxinus excelsior (Alno-Padion, Alnion incanae, Salicion albae), Păduri de stejar galițio-portugheze cu Quercus robur și Quercus pyrenaica, Ape stătătoare oligotrofe până la mezotrofe, cu vegetație de Littorelletea uniflorae și/sau de Isoëto-Nanojuncetea, Pajiști cu Molinia pe soluri calcaroase, turboase sau argilos-nămoloase (Molinion caeruleae), Liziere de ierburi înalte hidrofile de câmpie și de nivel montan până la alpin, Mlaștini împădurite, Depresiuni pe substraturi de turbă de Rhynchosporion, Păduri acidofile de stejar bătrân cu Quercus robur pe câmpii nisipoase, Pajiști umede atlantice temperate cu Erica ciliaris și Erica tetralix.
La baza desemnării sitului se află mai multe specii protejate:
- plante (1): Dichelyma capillaceum
- mamifere (2): vidră de râu (Lutra lutra), nurcă (Mustela lutreola)
- nevertebrate (2): Coenagrion mercuriale, rădașcă (Lucanus cervus)
- pești (2): cicar (Lampetra planeri), Parachondrostoma toxostoma
- reptile (1): țestoasa de baltă (Emys orbicularis)